# Homofonia

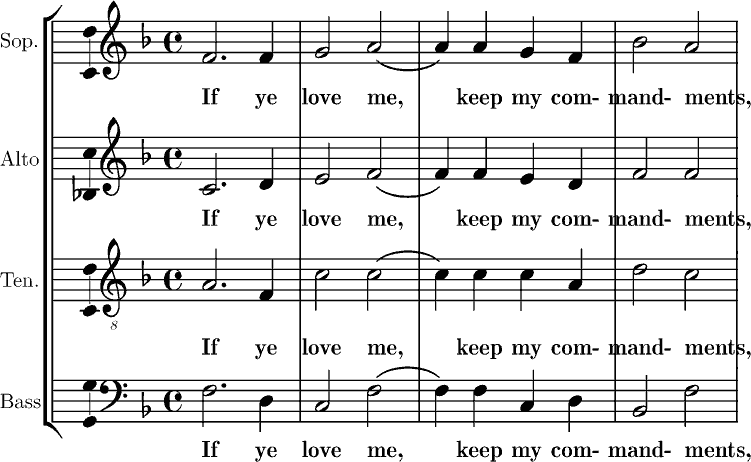
Homofonia em "If ye love me" de Thomas Tallis, composição de 1549. As vozes movem-se juntas segundo o mesmo ritmo, e a relação entre si cria acordes: este excerto inicia e termina com acorde de Fá Maior.

Homofonia  (do grego antigo "mesmo som") significa literalmente "vozes semelhantes" designando música em uníssono. Contudo, em homofonia, as vozes não precisam de estar em uníssono como se fossem a mesma melodia, admite-se sim que estejam uníssonas somente quanto à duração, i.e., quanto ao ritmo. Em homofonia os acordes das quatro vozes apresentam-se em blocos. Não há articulação contrapontística das vozes.
Homofonia opõe-se a polifonia, onde as vozes se articulam separadamente em contraponto e os acordes não progridem em blocos homofônicos e polifónicos, obviamente.
A música homofônica é típica do início do século VII até ao século XIII, com os cantos bizantinos e gregorianos e missas. Mas também se encontra mais tarde em muitas outras obras, por exemplo no período barroco em alguns prelúdios de corais e motetos de Johann Sebastian Bach, onde as vozes caminham em blocos harmônicos sem muito movimento individual das vozes.